# 穆修
穆脩（979年—1032年），字伯長，北宋鄆州汶阳（今汶上）人。
生於太平興國四年（979年），出身於官宦世家，幼時好學，不事章句，性格剛烈，不易與人相處。曾師事陳摶，學得《太極圖》，傳周敦頤，又長於《春秋》之學。大中祥符二年（1009年）進士。
邵雍之子邵伯溫《聞見前錄》說：“本朝古文，柳開仲塗、穆修伯長首為之倡。”又說：“先君受易於青社李之才，字挺之。為人倜儻不群，師事汶陽穆修。”卒於仁宗明道元年（1032年）。
存世文章：《亳州魏武帝帐庙记》、《送李秀才归泉南序》、《祭第二子文》等。

## 延伸阅读
[在维基数据编辑]
 在维基文库阅读此作者作品
 《宋史·卷442》，出自脱脱《宋史》